# Laurentiuskirche (Wörrstadt)

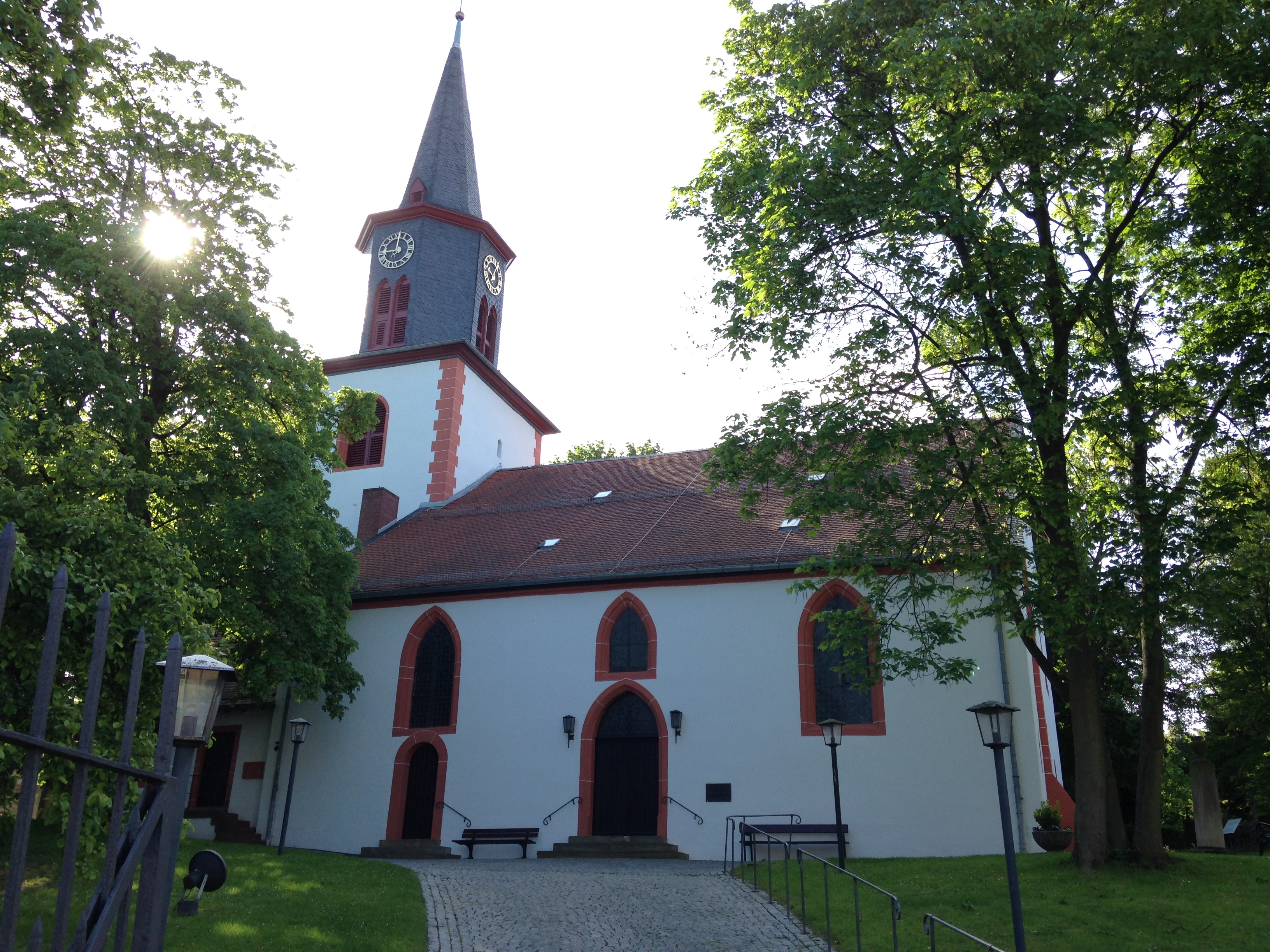
Laurentiuskirche

Die Laurentiuskirche ist eine evangelische Kirche im Osten von Wörrstadt. Sie wurde im 12. Jahrhundert als romanische Basilika mit Chorturm errichtet und um 1500 durch gotische Seitenschiffe erweitert. Der Turm erhielt im Jahr 1819 nach einem Brand seine heutige Gestalt.

## Geschichte
Für das 8. Jahrhundert wird bereits eine erste Kirche vermutet. Erstmals wird im Jahr 1152 eine Kirche urkundlich erwähnt, die dem heiligen Laurentius geweiht war, was auf eine römische Ansiedlung hinweist. Die Kirche wurde als Chorturmkirche mit einer Basilika errichtet. Von einer Mauer umgeben diente sie als Wehrkirche. Der damalige Kirchturm mit vier Ecktürmen fungierte als Wahrschau (Signalanlage). Die Kirche wird 1382 in einer Sulzheimer Chronik erwähnt, die Wörrstadt als Verwaltungssitz der umliegenden katholischen Pfarreien angibt. Am 7. April 1388 werden sieben Altäre und der Friedhof nördlich der Laurentiuskirche geweiht. Aufgrund eines Brandes erfolgte um 1500 ein Umbau und eine Erweiterung um zwei Seitenschiffe und einen Chorraum im Stil der Gotik.
Mit Einführung der Reformation im Jahr 1545 wechselten die Rheingrafen und die Kirchengemeinde zum evangelischen Bekenntnis. 25 katholisch gebliebene Untertanen des Grafen von Salm nutzen die Kirche weiterhin. Sie dient bis 1722 als Simultankirche, übergangsweise bis 1836, als die katholische Kirche errichtet wurde. Die Kanzel aus der Riemenschneider-Schule wurde im 16. Jahrhundert geschaffen. Nach einem Brand und Kriegsschäden folgte zwischen 1590 und 1612 ein Umbau. Zwischen 1668 und 1720 erfolgte mehrere Konfessionswechsel.
Der Chorraum wurde 1818 abgerissen. Im Jahre 1819 schlug ein Blitz in den Kirchturm ein und zerstörte ihn weitgehend. Im selben Jahr begann die Gemeinde seinen Wiederauf, allerdings in anderer Form, niedriger weniger prachtvoll. Heute erreicht er eine Höhe von 43 Metern. Der städtische Friedhof befindet sich südlich der Kirche.

## Architektur
Die nicht geostete, sondern nach Nordost ausgerichtete Kirche ist im Südosten des alten Stadtkerns errichtet. Die Basilika mit Chorturm ist außen wie innen weiß verputzt; Fensterlaibungen, Bögen und Säulen und Eckquaderung aus rotem Sandstein sind ausgespart. Mittelschiff und Seitenschiffe werden unter einem Satteldach vereint. Die Langseiten werden durch je drei Spitzbogenfenster mit profilierten Gewänden belichtet, die Giebelseite hat kleine hochsitzende Fenster. Die Kirche wird mittig im Nordwesten durch ein großes spitzbogiges Portal mit Fase und weiter östlich durch ein schlichtes rundbogiges Portal erschlossen.
Der aufgemauerte Turm auf quadratischem Grundriss weist Eckquaderung auf. Das oberste Geschoss hat rundbogige Schallöffnungen. Der aufgesetzte oktogonale Turmhelm ist vollständig verschiefert. Über den paarweisen schmalen, spitzbogigen Schallöffnungen sind zu vier Seiten hin die vergoldeten Ziffernblätter der Turmuhr angebracht. Den Abschluss bildet ein achtseitiger Spitzhelm, der von Turmknauf und Kreuz bekrönt wird. An der Nordseite des Turms ist eine Sakristei angebaut, dessen Pultdach etwa bis zur halben Höhe des Turmschaftes reicht.
Im Inneren öffnen große Spitzbogenarkaden die Seitenschiffe zum Mittelschiff und ein großer Rundbogen die Turmhalle. An den Wänden des Mittelschiffs sind noch die alten romanischen Rundbogenfriese und unter dem Satteldach die Anlage der ursprünglichen romanischen, hochsitzenden Fenster zu sehen.

## Orgel
Die Laurentiuskirche besitzt eine bedeutende Orgel, die im Jahr 1759 von den Gebrüdern Stumm erbaut wurde. Sie ist die größte Stumm-Orgel in Rheinhessen und zählt zu den größten historischen Orgeln der Landeskirche. Das weitgehend erhaltene Instrument verfügt über 29 Register, die auf zwei Manuale und Pedal verteilt sind. Die Trakturen sind mechanisch.
| I Hauptwerk C–g3 |                |        |
| 1.               | Bordun         | 16′    |
| 2.               | Principal      | 8′     |
| 3.               | Großgedackt    | 8′     |
| 4.               | Quintadena     | 8′     |
| 5.               | Gamba          | 8′     |
| 6.               | Octava         | 4′     |
| 7.               | Kleingedackt   | 4′     |
| 8.               | Salicional     | 4′     |
| 9.               | Quinta         | 3′     |
| 10.              | Superoctav     | 2′     |
| 11.              | Terz           | 1 3⁄5′ |
| 12.              | Mixtur         | 1′     |
| 13.              | Trompete B/D   | 8′     |
| 14.              | Vox angelica B | 2′     |

| II Positiv C–g3 |                |       |
| 15.             | Großgedackt    | 8′    |
| 16.             | Flöt travers D | 8′    |
| 17.             | Principal      | 4′    |
| 18.             | Kleingedackt   | 4′    |
| 19.             | Octav          | 2′    |
| 20.             | Quinta         | 1 ⁄2′ |
| 21.             | Mixtur         | 1′    |
| 22.             | Crumhorn       | 8′    |
| 23.             | Vox humana     | 8′    |
|                 | Tremulant      |       |
|                 | Glockenspiel   |       |

| Pedal C–f1 |               |     |
| 24.        | Subbass       | 16′ |
| 25.        | Principalbass | 8′  |
| 26.        | Oktavbass     | 8′  |
| 27.        | Quintbass     | 6′  |
| 28.        | Posaunbass    | 16′ |
| 29.        | Claronbass    | 4′  |

- Koppeln: II/I, I/P, II/P

## Pfarrbezirk
Die Kirche befindet sich im Pfarrbezirk Wörrstadt, der seinen Hauptsitz in Wörrstadt hat. Der Pfarrbezirk umfasst die Orte Sulzheim, Wörrstadt und Rommersheim. Die Laurentiuskirche gehört zum Dekanat Wöllstein innerhalb der Evangelischen Kirche in Hessen und Nassau.